# Toneli
Toneli este o companie producătoare de ouă pentru consum din România.
Compania a fost înființată în anul 2001 în Buftea, județul Ilfov iar în anul 2002 era cel mai mare producător de ouă din România.
Grupul Toneli este alcătuit din șapte societăți: Avicola Buftea, Avicola Găiești, Avicola Titu, Avicola Turnu Măgurele, Fabricile de furaje Crevedia și Combavi Titu și Toneli (firma de distribuție).
În august 2008, compania Toneli a fost preluată de firma Agrisol International din Prahova.
Înainte de preluare, Toneli era deținută de Saddiq O.H. Abu-Seedo cu 66,5%, Baker S.O Abu Sido 16,75%, Tanos Nasri Al Khoury 16,59% și Eliane Georges Fakhoury.
In anul 2022 Toneli (Familia Toneli) s-a intins in mai multe judete :

- Gaesti (DB)  sunt 6 ferme de Gaini ouatoare si 2 ferme de tineret plus 2 ferme de oua Bio 

- Davidesti (AG) ferma de Gaini ouatoare

- Oarja (AG) ferma de Gaini ouatoare

- Suseni (AG) ferma de Gaini ouatoare 

- Ciesti (AG) ferma de Tineret

- Petresti (DB) ferma de Gaini ouatoare

- Odobesti (DB) ferma de Gaini ouatoare

- Turnu Magurele (TR) ferma de Gaini ouatoare

- Titu (DB) fabrica de nutritii

- Costesti din Vale (DB) centru de sortare si ambalare oua 

- Fratesti (GR) ferma de Gaini ouatoare si fabrica de nutritii si o ferma de tineret 

- Ograda (IL) ferma de Gaini ouatoare

Cifra de afaceri:
- 2006: 10,8 milioane euro[1]
- 2002: 22 milioane dolari[2]